# Copa de Nigeria 2019
La Copa de Nigeria 2019 (oficialmente conocida como Copa AITEO 2019 por razones de patrocinio) fue la 73a edición de éste torneo. Se celebró entre el 3 de mayo y el 28 de julio de 2019. La competencia fue disputada por 74 equipos, todos los cuales se clasificaron a través de sus campeonatos estatales. 
Kano Pillars derrotó a Niger Tornadoes 4-3 en los penales después de que el partido terminara sin goles para ganar su segundo título de la Copa AITEO desde 1953. Como subcampeones, Niger Tornadoes se clasificó para la Copa Confederación de la CAF 2019-20 desde que Kano Pillars se clasificó para la Liga de Campeones de la CAF 2019-20

## Formato
La competencia fue un torneo de eliminación directa, 74 equipos se clasificaron a través de sus campeonatos estatales como ganadores o subcampeones. 54 equipos se clasificaron directamente a la Primera Ronda, mientras que los 10 ganadores de las etapas de Rookie se unieron a ellos. Todos los partidos se llevaron a cabo en sedes neutrales. 

## Ronda de clasificación
Los partidos se jugaron el 3 de mayo de 2019. 
| Equipo 1           | Resultado | Equipo 2                  |
| ------------------ | --------- | ------------------------- |
| Suleiman Boys      | 0–8       | Layin Zomo                |
| Gwandu United      | 5–2       | Eaglets                   |
| (p) Setraco United | 1–1 (3–2) | J.M Liberty               |
| Mai Anguwa         | 0–1       | Qatar Football Academy    |
| FC Lokoja          | 0–3       | Niger Tornadoes Feeders   |
| FC Starplus        | 0–0 (3–4) | Heartland Comets (p)      |
| (p) Ben Ayade FC   | 0–0 (4–1) | Confine FC                |
| J.K.F FC           | 0–0 (3–4) | Police Osogbo FC (p)      |
| FC De Leo          | 2–0       | Abaye FC                  |
| Airtel FC          | 0–1       | Yobe Desert Stars Feeders |

## Primera Ronda
Los 10 ganadores de la ronda de clasificación se unieron a los 54 equipos que ya se clasificaron para el torneo principal. Los partidos se jugaron entre el 25 de mayo de 2019 y el 16 de junio de 2019.
| Equipo 1                  | Resultado | Equipo 2                |
| ------------------------- | --------- | ----------------------- |
| Yobe Desert Stars Feeders | 0–1       | Smart City FC           |
| Osun United               | 0–1       | Shooting Stars          |
| Ekiti United FC           | 4–0       | Ebonyi United FC        |
| FC De Leo                 | 1–1 (4–5) | EFCC FC (p)             |
| Crown FC                  | 3–0       | Bayelsa United FC       |
| Amanda FC                 | 1–2       | Calabar Rovers FC       |
| Adamawa United            | 0–7       | ABS FC                  |
| Gateway United            | 1–0       | Almar FC                |
| (p) Cynosure FC           | 2–2 (5–3) | Mighty Jets             |
| Aklosendi FC              | 3–1       | Zabgai FC               |
| Spartans FC               | 0–1       | Port Harcourt City FC   |
| Warri Wolves              | 2–0       | Doma United FC          |
| Kogi United FC            | 3–3 (0–3) | Akure City (p)          |
| Kwara United FC           | w/o       | Ben Ayade FC            |
| Wikki Tourists FC         | 4–0       | Qatar Football Academy  |
| Walli Flamingoes          | 0–4       | Delta Force             |
| Sokoto United FC          | 1–2       | Akwa United             |
| Setraco United            | 0–4       | Plateau United FC       |
| Rivers United FC          | 4–0       | Timber Loader FC        |
| Niger Tornadoes           | 3–0       | Fasbir FC               |
| Kebbi United FC           | 0–1       | Lobi Stars              |
| Jigawa Golden Stars       | 1–2       | Bendel Insurance        |
| Gwandu United             | 2–4       | Spotlight FC            |
| Gombe United FC           | w/o       | Ifeanyi Ubah FC         |
| Rangers International FC  | 2–0       | Niger Tornadoes Feeders |
| Abia Warriors             | 1–0       | Heartland Comets        |
| Police Osogbo FC          | 0–6       | El-Kanemi Warriors      |
| Layin Zomo                | 1–2       | Sunshine Stars FC       |
| Spotlight FC Feeders      | 0–1       | Nasarawa United         |
| Enyimba                   | 3–1       | Kano Pillars Feeders    |
| Aspire FC                 | 0–4       | Kano Pillars            |
| Ambassadors FC Zaria      | 1–0       | Yobe Desert Stars       |

## Segunda Ronda
Los 32 ganadores de la Primera ronda compitieron en esta ronda. Los partidos se jugaron los días 19 y 20 de junio de 2019. 
| Equipo 1                 | Resultado   | Equipo 2            |
| ------------------------ | ----------- | ------------------- |
| Smart City FC            | 3–2         | Enyimba             |
| Rivers United FC         | 3–0         | Akwa United         |
| Port Harcourt City FC    | w/o         | El-Kanemi Warriors  |
| Spotlight FC             | 0–2         | Shooting Stars      |
| Gombe United FC          | 0–1         | Niger Tornadoes     |
| Gateway United           | 0–2         | Abia Warriors       |
| Rangers International FC | 0–2         | Lobi Stars          |
| Ekiti United FC          | 2–4         | Bendel Insurance    |
| EFCC FC                  | 1–0         | Sunshine Stars FC   |
| Delta Force              | 0–0 (10–11) | Cynosure FC (p)     |
| Crown FC                 | 1–1 (2–3)   | Kwara United FC (p) |
| (p) Calabar Rovers FC    | 1–1 (4–2)   | Wikki Tourists FC   |
| Ambassadors FC Zaria     | 0–1         | Warri Wolves        |
| Aklosendi FC             | 1–0         | Nasarawa United     |
| Kogi United FC           | 0–3         | Plateau United FC   |
| ABS FC                   | 0–1         | Kano Pillars        |

## Octavos de final
En esta ronda participaron dieciséis equipos. Los partidos se jugaron los días 23 y 24 de junio de 2019.
| Equipo 1             | Resultado | Equipo 2              |
| -------------------- | --------- | --------------------- |
| (p) Smart City FC    | 0–0 (5–4) | Shooting Stars        |
| Rivers United FC     | 2–0       | Warri Wolves          |
| Lobi Stars           | 3–1       | Abia Warriors         |
| Cynosure FC          | 2–2 (4–5) | Niger Tornadoes (p)   |
| (p) Bendel Insurance | 1–1 (5–4) | El-Kanemi Warriors    |
| Plateau United FC    | 0–0 (4–5) | Calabar Rovers FC (p) |
| (p) Kano Pillars     | 0–0 (4–2) | Kwara United FC       |
| EFCC FC              | 0–1       | Aklosendi FC          |

## Cuartos de final
Los partidos se jugaron el 28 de junio de 2019.
| Equipo 1            | Resultado | Equipo 2              |
| ------------------- | --------- | --------------------- |
| (p) Niger Tornadoes | 0–0 (5–4) | Smart City FC         |
| Lobi Stars          | 0–0 (3–4) | Rivers United FC (p)  |
| Kano Pillars        | 4–0       | Aklosendi FC          |
| Bendel Insurance    | 0–0 (4–5) | Calabar Rovers FC (p) |

## Semifinales
Los partidos se jugaron el 4 de julio de 2019. 
| Equipo 1          | Resultado | Equipo 2         |
| ----------------- | --------- | ---------------- |
| Rivers United FC  | 1–2       | Niger Tornadoes  |
| Calabar Rovers FC | 1–1 (2–4) | Kano Pillars (p) |

## Final
La final se celebró el 28 de julio de 2019 en el Estadio Ahmadu Bello de Kaduna después de que se trasladara de la fecha original el 24 de julio de 2019.
| Equipo 1         | Resultado | Equipo 2        |
| ---------------- | --------- | --------------- |
| (p) Kano Pillars | 0–0 (4–3) | Niger Tornadoes |

| 28 de julio de 2019 | Kano Pillars                                        | 0:0 (4:3 p.)               | Niger Tornadoes                                             | Estadio Ahmadu Bello, Kaduna, Nigeria |                  |
| 17:00 UTC+1         |                                                     | Reporte                    |                                                             | Árbitro(s): [[]]                      | Árbitro(s): [[]] |
|                     |                                                     | Tiros desde el punto penal |                                                             |                                       |                  |
|                     | - Ali - Madaki - Hassan - Bature - Dennis - Anyanwu |                            | - Dosso - Hussaini - Ogbonnaya - Frimpong - Jacob - Adetola |                                       |                  |

|                         |
| Campeón                 |
| Kano Pillars 2.° título |